# チドジー・アワジーム
チドジー・コリンズ・アワジーム（Chidozie Collins Awaziem, 1997年1月1日 - ）は、ナイジェリア・エヌグ出身のプロサッカー選手。ナイジェリア代表。FCシンシナティ所属。ポジションはディフェンダー。

## 経歴

### クラブ
El-Kanemi Warriors F.C.のアカデミーに10歳の頃から所属しており、18歳になった2015年1月にポルトに加入した。
ポルトに加入後、Bチームにてプロフェッショナルデビューを果たす。2016年1月27日、タッサ・ダ・リーガのCDフェイレンセ戦にて、トップチームでのデビューを果たし、その後のリーグ戦でも、トップチームでの出場機会を得た。
2016-17シーズンはBチームのみの出場で、トップチームでの出場機会には恵まれなかった。シーズン終了後はFCナントへのローン移籍が決定した。
2019年1月22日、チャイクル・リゼスポルにシーズン終了までのローン移籍。
2019年8月15日、CDレガネスへのローン移籍で加入した。
2020年9月6日、ボアヴィスタFCへローン移籍で加入した。2021年6月30日に完全移籍となり、4年契約を結んだ。
2021年9月8日、アランヤスポルへローン移籍で加入した。
2022年8月1日、HNKハイドゥク・スプリトにシーズン終了までのローン移籍。
2024年7月25日、FCシンシナティに移籍した。

### 代表
2016年5月27日のマリ戦、同じく31日のルクセンブルク戦に向けての、ナイジェリア代表のメンバーに初招集された。2017年6月1日、トーゴ代表との親善試合で代表デビュー。2018年9月8日、セーシェル戦で代表初得点を挙げる。

## 代表歴

### 出場大会
- ナイジェリア代表
  - 2018 FIFAワールドカップ

### 試合数
- 国際Aマッチ 30試合 1得点（2017年-）[16]

| ナイジェリア代表 | 国際Aマッチ | 国際Aマッチ |
| 年               | 出場        | 得点        |
| ---------------- | ----------- | ----------- |
| 2017             | 3           | 0           |
| 2018             | 3           | 1           |
| 2019             | 12          | 0           |
| 2020             | 2           | 0           |
| 2021             | 7           | 0           |
| 2022             | 2           | 0           |
| 2023             | 1           | 0           |
| 2024             |             |             |
| 通算             | 30          | 1           |

## タイトル
ポルト
- スーペルタッサ・カンディド・デ・オリベイラ: 2018[17]

ハイドゥク・スプリト
- フルヴァツキ・ノゴメトニ・クプ: 2022-23